# Pulrose United AFC
Pulrose United AFC is een voetbalclub uit Douglas, de hoofdstad van het eiland Man.

## Erelijst
- 1e divisie, kampioen in seizoenen: 1967-68, 1968-69, 1969-70, 1970-71, 1992-93

### Beker
- Manx FA Cup: 1970-71
- Railway Cup: 1992-93
- Woods Cup: 1970-71

## Stadion
Het stadion van Pulrose United AFC is gelegen op Groves Road in Douglas. De capaciteit van het stadion is onbekend.